# Rhoda Erdmann

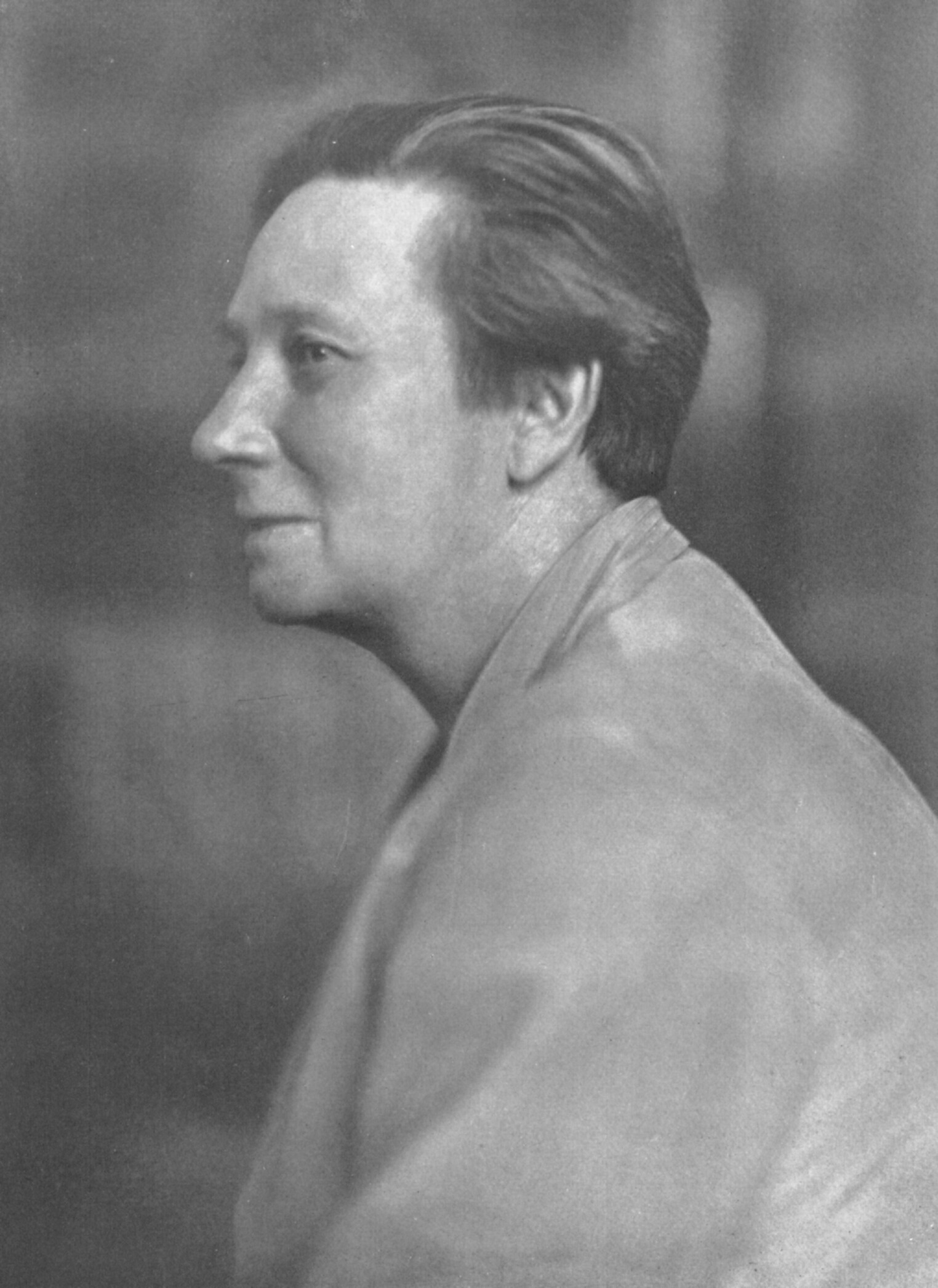
Rhoda Erdmann (um 1930)

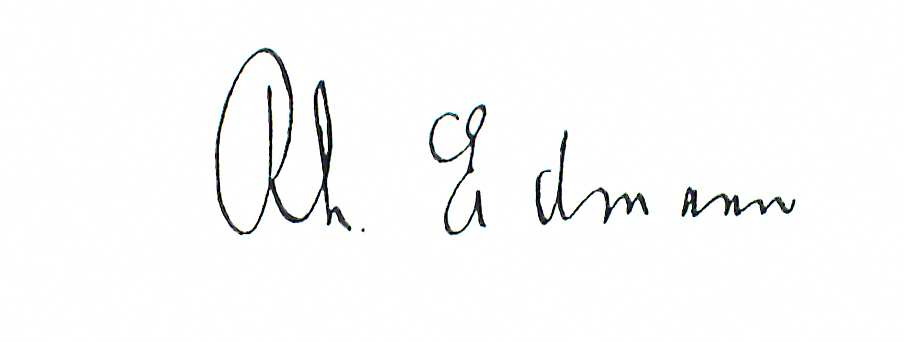
Signatur 1926

Anna Maria Rhoda Erdmann (* 5. Dezember 1870 in Hersfeld (Hessen-Nassau); † 23. August 1935 in Berlin) war eine deutsche Biologin und Zellforscherin. Sie gilt als Mitbegründerin der experimentellen Zellbiologie in Deutschland.

## Familie
Erdmann war eines von drei Kindern von Heinrich Erdmann, einem Lehrer und Kommunalpolitiker, und seiner Frau Anna Maria, geborene Heldmann.

## Leben
Sie besuchte von 1876 bis 1886 eine höhere Mädchenschule in Hamburg, an der auch ihr Vater arbeitete. Als Frau stand ihr das naturwissenschaftliche Studium nicht selbstverständlich offen, und sie wurde auf Wunsch ihres Vaters zunächst Volksschullehrerin. Sie bestand ihre Lehrerprüfung 1892 und wurde weiter von ihrem Vater in geisteswissenschaftlichen Fächern ausgebildet. Von 1901 bis 1903 unterrichtete sie in Berlin. Für den Hochschulzugang musste sie erst die Oberlehrerprüfung ablegen und studierte dann von 1903 bis 1908 Zoologie, Botanik, Physik und Mathematik in Zürich und nach Öffnung der großen deutschen Universitäten für Frauen ab 1908 in Marburg, München und Berlin. 1907 holte sie zudem das für einen Abschluss erforderliche Abitur nach.
1908 wurde sie bei Richard Hertwig mit einer Arbeit über zytologische Studien an Seeigeleiern promoviert. Anschließend arbeitete sie von 1909 bis 1913 als wissenschaftliche Hilfskraft am Institut für Infektionskrankheiten bei Robert Koch.
Ab 1913 arbeitete sie als Research Fellow an der Yale University, wo sie 1915 bis 1916 eine Stelle als Dozentin für Biologie erhielt. Danach wurde sie Research Associate am Rockefeller Institute. 1918 wurde sie als feindliche Ausländerin verhaftet, unter dem Verdacht, sie wolle mit ihrer Arbeit zur aktiven Immunisierung gegen den Erreger der Geflügelpest die amerikanischen Hühnerbestände als Nahrungsgrundlage der USA vernichten. In einem langwierigen Prozess wurde sie nach Deutschland abgeschoben, wo sie 1919 ankam. Dort baute sie in Berlin eine Abteilung für experimentelle Zellforschung auf, zunächst am Institut für Krebsforschung der Charité. Im selben Jahr begründete sie die von ihr herausgegebene Fachzeitschrift Archiv für experimentelle Zellforschung. 1920 wurde sie im Fach Protozoologie habilitiert. Ihre Antrittsvorlesung „Über die Bedeutung der Gewebezüchtung für die Zoologie“ hielt sie am 25. Juli 1920. 1922 publizierte sie das erste deutschsprachige Lehrbuch zur Gewebezüchtung für die Krebsforschung.
Erdmann wurde 1924 auch im Fach Medizin habilitiert und erhielt eine Stelle als nichtbeamtete außerordentliche Professorin. 1929 wurde sie beamtete außerordentliche Professorin und war damit eine der ersten Frauen in Deutschland im Professorenrang. Zum 1. April 1930 wurde ihre Abteilung am Institut für Krebsforschung in ein selbständiges Universitätsinstitut für experimentelle Zellforschung umgewandelt.
Erdmann wurde 1933 von der Gestapo aufgrund einer Denunziation verhaftet (sie soll Juden bei der Emigration unterstützt haben), aber nach zwei Wochen aufgrund der Unterstützung ihres Dekans wieder entlassen. An ihrer Fakultät kursierten Gerüchte, sie sei Jüdin. Aus „prinzipiellen Gründen“, so wurde ihr 1934 mitgeteilt, dürfe sie keine Vorlesungen mehr halten. Sie starb im Jahr darauf.

## Preise und Ehrungen
- 1997 etablierte die Freie Universität Berlin das Rhoda-Erdmann-Programm als Weiterbildungsangebot für Nachwuchswissenschaftlerinnen.
- Das Rhoda-Erdmann-Haus der Humboldt-Universität zu Berlin steht im historischen Campus Nord in Berlin-Mitte und wurde 2016 eröffnet.[4] Am 5. Juli 2017 wurde dort eine von der Künstlerin Anna Franziska Schwarzbach geschaffene Bronzebüste Erdmanns enthüllt.[5]
- In Berlin-Grunewald ist ein Park nach ihr benannt.[6]
- In München wurde im Stadtbezirk Allach-Untermenzing eine Straße nach ihr benannt.[7]

## Schriften
- Praktikum der Gewebspflege. Berlin 1922.
- Autobiografie (1926), in: Elga Kern (Hrsg.): Führende Frauen Europas, München 1999 [1928], S. 93–107.